# Suorsapää
Suorsapää (nordsamiska: Cuásáš, ryska: Гора Суорсапяя, Gora Suorsapää) är ett berg i Finland, på gränsen till Ryssland. Det ligger i Enare kommun i landskapet Lappland. Toppen på Suorsapää är 461 meter över havet.
Terrängen runt Suorsapää är huvudsakligen lite kuperad. Den högsta punkten i närheten är 505 meter över havet, 13,5 km norr om Suorsapää.  Trakten runt Suorsapää är nära nog obefolkad, med mindre än två invånare per kvadratkilometer.